# Pellenes rufoclypeatus
Pellenes rufoclypeatus là một loài nhện trong họ Salticidae.
Loài này thuộc chi Pellenes. Pellenes rufoclypeatus được Elizabeth Maria Gifford Peckham & George William Peckham miêu tả năm 1903.